# Eladio Reyes
Pour les articles homonymes, voir Reyes.
Máximo Eladio Reyes Caraza, né le 8 janvier 1948 à Chincha Alta au Pérou, est un joueur de football international péruvien, qui évoluait au poste d'attaquant.

## Biographie

### Carrière en club
Contemporain de Pedro Pablo León et Víctor Zegarra, stars de l'Alianza Lima, Eladio Reyes y joue peu mais il est tout de même champion du Pérou en 1965. Il part pour le Juan Aurich, club de Chiclayo au nord du Pérou, où il devient une véritable idole. Il devient vice-champion du Pérou avec ce dernier club en 1968.
En 1974, il joue pour le Deportivo Cali et remporte le championnat de Colombie la même année. L'année suivante, il s'expatrie au Mexique pour évoluer au CD Veracruz. Il a également l'occasion de jouer au Venezuela, au Deportivo Galicia, en 1977.
De retour au Pérou, il termine sa carrière à l'Unión Huaral en 1978.

### Carrière en sélection
International péruvien, Eladio Reyes joue sept matchs, sans inscrire de but, entre 1968 et 1970. 
Il figure dans le groupe des sélectionnés lors de la Coupe du monde de 1970 au Mexique et dispute un match, celui des quarts de finale perdu 2-4 face au Brésil, le 14 juin 1970 à Guadalajara.

## Palmarès
| Alianza Lima - Championnat du Pérou (1) : - Champion : 1965. |  | Deportivo Cali - Championnat de Colombie (1) : - Champion : 1974. |